# Good 4 nothing
Good 4 Nothing (deutsch gut für nichts) ist eine japanische Melodic-Punk-Band aus Kansai. Die Band um U-tan (Gitarre), Tanny (Gitarre), Makkin (Bass) und Sune (Schlagzeug), der 2009 Kawajin ablöste, wurde 1996 unter dem Namen Electronic Bad gegründet. Stilistisch wird die Band dem Alternative Rock zugeordnet.

## Diskografie

### Studioalben
- 2001: Good 4 Nothing
- 2003: 24 (Twenty Four)
- 2004: Calling My Name
- 2005: Time to Go
- 2006: Keep on, Keeping On
- 2007: Kiss the World
- 2007: Stick with Your Self
- 2008: Swallowing Aliens
- 2010: Back 4 Good
- 2011: It’s Shoooort Time!!

### Singles
- 2001: Let’s Make the Future
- 2002: Surly Comes Tomorrow
- 2003: I’m Free!
- 2004: We Can Go Everywhere
- 2004: Happy Rockin Holly Fight
- 2005: Life Is Such One
- 2009: Soul Alive
- 2010: Second City Showdown